# ヤッホーブルーイング
株式会社ヤッホーブルーイング（英: YOHO BREWING COMPANY）は、長野県北佐久郡軽井沢町に本社を置くビール製造メーカーである。醸造所は同県佐久市小田井と北佐久郡御代田町馬瀬口に所在する。

## 会社概要
1996年5月に設立、1997年に創業された、エールビール専門のクラフトビール製造メーカー（ブルワリー）。創業者は星野リゾート代表の星野佳路。2023年5月現在の代表取締役社長は井手直行。主要なブランドは「よなよなエール」「インドの青鬼」「水曜日のネコ」「裏通りのドンダバダ」「正気のサタン」など。リアルエールとバーレーワイン（長期熟成エールビール）といったバラエティ豊かなクラフトビール（地ビール）を製造・販売している。
クラフトビールメーカーとしては業界最大手（ビール業界全体では大手5社に次ぐ第6位）。

### ミッション
ビールに味を！人生に幸せを！
この言葉をキャッチフレーズに、画一的な味しかなかった日本のビール市場に、バラエティを提供し、新たなビール文化を創出する。そしてビールファンにささやかな幸せを届ける。

## 沿革
- 1996年8月 ビール製造免許取得（長野県佐久税務署）

1999年ごろに日本で地ビールのブームが終わり、業績が低迷しはじめる。
- 2000年2月 発泡酒製造免許取得（長野県佐久税務署）
- 2002年5月 有機農産物加工酒類製造業者認定（株式会社アファス認証センター）
- 2004年6月 食品営業許可（長野県佐久保健所）

2004年からネット通販に力を入れ始めまたところ、2005年から会社全体の売り上げが3年連続で30パーセント以上アップするという地ビールブーム以来の成長を遂げた。実はヤッホーブルーイングが設立された1997年4月の翌月に楽天市場がサービス開始されており、1997年6月にはヤッホーブルーイングも楽天市場に出店を行っていた。ヤッホーブルーイングが経営が苦境に陥っていた2003年ごろに井手直行は、親会社の星野佳路に泣きついた。ちょうど、星野リゾートは各地のリゾート再生に成功して注目を浴びはじめていた時期でもあった。しかし、星野は地ビール事業を諦めてはいなかった。そんなとき、井出は社内のロッカーを整理をしていて、1通の手書きの手紙を見つける。楽天の三木谷浩史からの出店の礼状だった。井出はこの手紙を受け取っていたことを知らず、同時期に事業が始まったのに楽天とヤッホーブルーイングとの違いに衝撃を受け、2004年の夏にインターネットに取り組むことにした。楽天のネットショップ初心者向け講座に通い、メールマガジンの書き方やトップページの作り方などを学び、学んだことをひたすら愚直に行っていたら、ネット通販の売り上げも軌道に乗っていったのである。井出は後に、これまでの小売店にビールを卸すBtoBではなく、ネットを介して直接消費者にアクセスできるBtoCになったことで、ヤッホーブルーイングのビールについて消費者に伝えやすくなったことが成功の理由ではないかと分析している。
ネット通販を開始した当初の主力製品は「よなよなエール」などビールは3種類だけであったが、ネット購入者からの声が直接届くようになると、「『よなよなエール』は好きだけど、いろんなビールが飲みたいから、ほかの酒屋でも買っている」という人が多かったことが判った。そこで、味のバラエティがもっとあったら、全てを自社の売り上げに結びつけられるのではと、製造部門と星野佳路とで新たなビールを模索していった。
2007年から2008年にかけて、ホップの苦味が強いIPAというスタイルのビールを販売する。のちに「インドの青鬼」として人気を得るビールの前身であった。今でこそIPAは世界的にも人気が高いが、当時の日本ではIPAはそれほど知られておらず、「もっと飲みやすい（苦味の弱い）ビール」のほうが良いのではないかという意見に反対したのが星野であった。星野は「大手のような飲みやすいビールをつくるのならば、ヤッホーの存在価値はない」「日本のビール市場にバラエティを提供するのがヤッホーの使命だ」としてほとんど全社員から反対されたに関わらず、星野は自分が責任を持つと反対を押し切ってIPAの製造に踏み切った。結果、「インドの青鬼」は大きなプロモーションもしていないのにも関わらず、非常に売れた。2008年からは2012年までは期間限定で販売したが、販売数量が毎年8割増と好調だったため、2013年には定番製品化。その後の7年間で販売数量は5倍から7倍になり、コンビニエンスストアでも販売されるようになる。
- 2014年9月 キリンビールと業務・資本提携、生産の一部を委託[4][5]
- 2017年10月 日本ハウスホールディングスから銀河高原ビールを買収[6]
- 2023年3月 エスコンフィールドHOKKAIDO内にクラフトビール醸造レストラン「そらとしば by よなよなエール」を開業[7]

## ファンイベント
- 2015年 - 2017年 毎年5月「よなよなエールの超宴 in 新緑の北軽井沢」。約1000名規模。[8]  開催場所：北軽井沢スウィートグラス(群馬県長野原町)
- 2017年 10月「よなよなエールの超宴 in 神宮外苑軟式球場」。約4000名規模。[8]  開催場所：神宮外苑軟式球場(東京都新宿区)
- 2018年 10月「よなよなエールの超宴2018~ビールとオトナの文化祭~ inお台場・シンボルプロムナード公園」約5000名規模。開催場所：シンボルプロムナード公園(東京都港区)
- 2019年 5月「よなよなエールの超宴 in 新緑の北軽井沢」。約1000名規模。 開催場所：北軽井沢スウィートグラス(群馬県長野原町)
- 2024年5月：「よなよなエール 超宴 in 新緑の軽井沢」。参加者：約1,000人。場所：北軽井沢スウィートグラス（群馬県長野原町）
- 2025年5月：「よなよなエール 超宴 in 新緑の軽井沢」。参加者：約1,000人。場所：北軽井沢スウィートグラス（群馬県長野原町）

## 製品
- よなよなエール - アメリカンペールエール
- よなよなリアルエール
- 東京ブラック - ロブストポーター
- インドの青鬼 - アメリカンスタイル・インディア・ペールエール
- 水曜日のネコ - ベルジャンホワイト
- 軽井沢高原ビールワイルドフォレスト - ブロンドエール
- 軽井沢高原ビールナショナルトラスト - ロブストポーター
- ハレの日仙人 - バーレーワイン
- バレルフカミダス - バレルエイジドバーレーワイン
- 前略 好みなんて聞いてないぜSORRY 其ノ一 - 米麹SAKE仕立てストロングエール
- 前略 好みなんて聞いてないぜSORRY 其ノ二 - うまみ一番だしアロマ仕立てホワイトIPA
- 前略 好みなんて聞いてないぜSORRY 其ノ三 - 黒五インペリアルポーター ～黒糖極深仕立て～
- 前略 好みなんて聞いてないぜSORRY 其ノ四 - セッション柚子エール～あら塩仕立て～
- サンサンオーガニック - ブロンドエール 有機ビール
- 僕ビール、君ビール。 （ローソン限定発売） - セゾン
- 僕ビール、君ビール。よりみち （ローソン限定発売） - アメリカンウィートエール
- 僕ビール、君ビール。続よりみち （ローソン限定発売） - アメリカンウィートエール
- 僕ビール、君ビール。ミッドナイト星人 （ローソン限定発売） - ホッピーアンバー
- 月面画報 （Amazon.co.jp限定発売）　- ベルジャンペールエール
- SORRY UMAMI-IPA（アメリカ限定発売） - ウマミIPA
- SORRY SAKURA MOCHI STOUT　- デザートスタウト
- KaBREWki（米オスカーブルースブルワリーとのコラボレーションビール） - ユズIPA
- 山の上ニューイ - 甲信ノーブルホップエール[9]
- 裏通りのドンダバダ - フリースタイルベルジャンゴールデンエール[10]
- 軽井沢ビール クラフトザウルス - ペールエール[11]
- 軽井沢ビール クラフトザウルス - ヴィンテージエール
- 軽井沢ビール クラフトザウルス - ブラックIPA
- 軽井沢ビール クラフトザウルス - サマーホワイトエール
- 軽井沢ビール クラフトザウルス - ブリュットIPA
- 醸造系クラフトドリンク 正気のサタン

## 受賞歴
- 1998年 - 「ジャパンカップ」ペール・ブラウン系エール部門金賞（よなよなエール）
- 2000年 - インターナショナル・ビア・コンペティション」アメリカンスタイル・ペールエール部門金賞（よなよなエール） ※以降８年連続金賞
- 2002年 - インターナショナル・ビア・コンペティション」ロブストポーター部門金賞（軽井沢高原ビール ナショナルトラスト）
- 2007年「 - オーストラリア・インターナショナル・ビア・アワード2007」アメリカンスタイル・ペールエール部門金賞（よなよなエール）
- 2007年 - 楽天市場「ショップ・オブ・ザ・イヤー」　※以降９年連続受賞
- 2010年 - 日本地ビール協会主催「ブルワリー・オブ・ザーイヤー2010」
- 2013年 - 「インターナショナル・ブルーイングアワード」スモールパックエール部門銅賞（軽井沢高原ビール ナショナルトラスト）
- 2013年 - 日本地ビール協会主催「ブルワリー・オブ・ザーイヤー2013」
- 2014年　「第1回 日本ネット経済新聞賞」 地域貢献賞
- 2014年 - 「バックヤードアワード2014」
- 2015年 - 日本パッケージデザイン大賞 2015 入選（水曜日のネコ）
- 2016年 - 「日本優秀製品・サービス賞2015」日経MJ優秀賞（僕ビール、君ビール。）
- 2016年 - ワールド・ビア・カップアメリカンスタイル・ストロングペールエール部門銀賞（IPA2016）
- 2017年 - 2017年版「働きがいのある会社」(Great Place to Work® Institute Japan実施) 従業員100-999人部門 ベストカンパニー
- 2017年 - インターナショナル・ビアカップ2017銀賞「軽井沢ビール クラフトザウルス ペールエール」[11]
- 2018年 - インターナショナル・ビアカップ2018銀賞「軽井沢ビール クラフトザウルスペールエール」[11]
- 2019年 - ジャパン・グレートビア・アワーズ2019　銅賞[12]
- 2020年 - ジャパン・グレートビア・アワーズ2020　銀賞[12]
- 2021年 - ジャパン・グレートビア・アワーズ2021　銀賞[12]
- 2021年 - ジャパン・グレートビア・アワーズ2021　金賞 （無濾過ケグ（樽）部門）[12]
- 2022年 - ジャパン・グレートビア・アワーズ2022　銀賞[12]

## 店舗

### 公式ビアレストラン
都内に6店舗よなよなエール公式ビアレストラン「YONA YONA BEER WORKS」を展開
（運営:株式会社ワンダーテーブル）
- 神田店
- 青山店
- 吉祥寺店
- 新宿東口店
- 恵比寿東口店
- 新虎通り店

### オンラインショップ
- よなよなの里本店
- よなよなの里 楽天市場店

## 関連書籍
- 『ぷしゅ よなよなエールがお世話になります-くだらないけど面白い戦略で社員もファンもチームになった話』（著者:井手直行）（2016年4月8日、東洋経済新報社）ISBN 4492502823

## メディア
- BS-TBS『グローバルナビフロント』2013年11月2日 ヤッホーブルーイング特集
- BSジャパン『日経プラス10』2015年4月20日放送分 ヤッホーブルーイング特集
- TBS『ジョブチューン』2015年7月18日放送分 夏の職人特集
- NHK『サキどり↗』2015年7月19日放送分 クラフトビール特集
- 毎日放送『おとな会』2015年7月22日放送分 ヤッホーブルーイング特集
- テレビ東京『ガイアの夜明け』2016年6月14日放送分 ヤッホーブルーイング特集
- 日本テレビ『スッキリ』2016年6月15日放送分 父の日特集
- 日本テレビ『シューイチ』2016年7月10日放送分
- テレビ東京『ワールドビジネスサテライト』2016年10月6日放送分 ヤッホーブルーイング特集
- テレビ朝日『黄金の知恵』10月23日放送分
- 毎日放送『ちちんぷいぷい』2016年12月2日放送分
- フジテレビ『もうかるジャーナルミヤネ式』2016年12月31日放送分
- NHK『ニュース シブ5時』2017年2月17日放送分
- NHKBS-1『経済フロントライン』2017年5月27日放送分
- テレビ東京『モーニングサテライト』2017年11月21日放送分
- BSテレ東 ゴールデンクロス 話題の社長が気になる社長に会いに行く[13] 2019年11月16日放送分
- テレビ東京『カンブリア宮殿』 大復活の"どん底"メーカー 熱烈ファンを作る極意 2022年8月11日放送分[14] - 社長 井手直行出演。